# Serie A1 1976/77
Die Saison 1976/77 war die 43. Spielzeit der Serie A1, der höchsten italienischen Eishockeyspielklasse. Meister wurde zum insgesamt dritten Mal in der Vereinsgeschichte der HC Bozen.

## Modus
Zunächst bestritten die sieben Mannschaften eine gemeinsame Hauptrunde. Die vier bestplatzierten Mannschaften qualifizierten sich für die Finalrunde, in der der Meister ausgespielt wurde. Für einen Sieg erhielt jede Mannschaft zwei Punkte, bei einem Unentschieden gab es einen Punkt und bei einer Niederlage null Punkte.

## Hauptrunde
|    | Klub          | Punkte |
| -- | ------------- | ------ |
| 1. | HC Bozen      | 42     |
| 2. | HC Gherdëina  | 39     |
| 3. | HC Alleghe    | 33     |
| 4. | SG Cortina    | 22     |
| 5. | SV Ritten     | 19     |
| 6. | HC Bruneck    | 11     |
| 7. | HC Valpellice | 2      |

Sp = Spiele, S = Siege, U = unentschieden, N = Niederlagen, OTS = Overtime-Siege, OTN = Overtime-Niederlage, SOS = Penalty-Siege, SON = Penalty-Niederlage

## Finalrunde
|    | Klub         | Punkte |
| -- | ------------ | ------ |
| 1. | HC Bozen     | 47     |
| 2. | HC Gherdëina | 44     |
| 3. | HC Alleghe   | 35     |
| 4. | SG Cortina   | 22     |

Sp = Spiele, S = Siege, U = unentschieden, N = Niederlagen, OTS = Overtime-Siege, OTN = Overtime-Niederlage, SOS = Penalty-Siege, SON = Penalty-Niederlage

## Meistermannschaft
Enrico Bacher – Rolando Benvenuti – Robert Gamper – Hibert Gasser – Norbert Gasser – Manfred Gatscher – Gorazd Hiti – Rudi Hiti – Bernhard Mair – Michael Mair – Thomas Mair – Gino Pasqualotto – Jaroslav Pavlu – Pepi Pichler – Norbert Prünster – Jakob Ramoser – Herbert Strohmair – Romeo Tigliani; Trainer: Gösta Johansson